# Estatira
Estatira (? - 331 a. C.), princesa persa, esposa y hermana de Darío III Codomano (no confundir con Barsine-Estatira, su hija, quien fue la esposa real de Alejandro Magno).

## Estatira según las fuentes
Estatira era la esposa de Darío III; Justino dice que también era su hermana, aunque no sabemos si esto significa que era hermana de sangre o hermanastra. Alejandro la capturó después de la batalla de Issos en el 333 a. C.

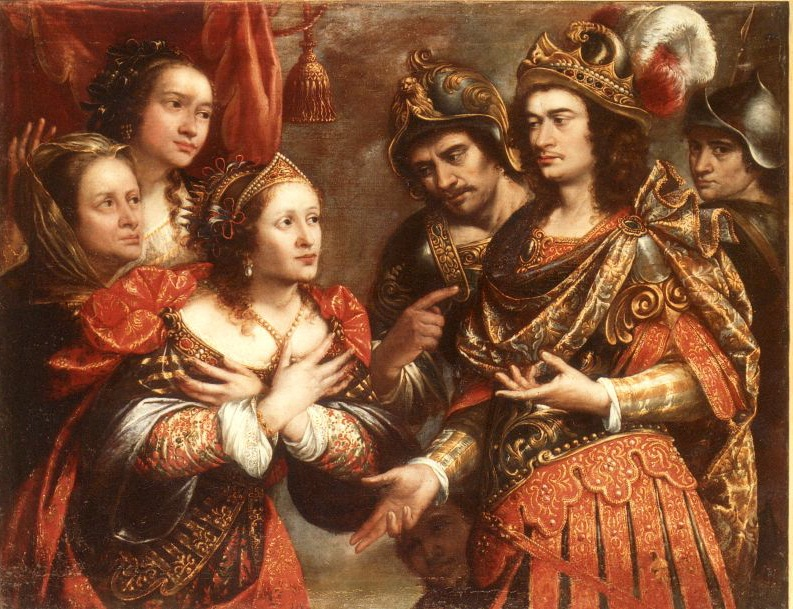
La familia de Alejandro delante de Alejandro Magno. Esta pintura muestra el error de las mujeres pensándose que Hefestión era Alejandro y su reverencia delante de éste después de la batalla de Issos. Obra de Justus Sustermans conservada en la Biblioteca Museo Víctor Balaguer de Villanueva y Geltrú.

Una de las más conocidas historias de Alejandro relata su encuentro con Estatira, su madre Sisigambis, su hijo Oco y sus dos hijas, Estatira y Dripetis. Después de la batalla Alejandro visitó a las mujeres de la corte, para decirles que Darío estaba vivo. Se llevó a Hefestión con él, y Sisigambis pensó que él era el rey. Cuando se dio cuenta de su error temió por su vida, pero Alejandro le dijo que Hefestión "también era Alejandro".
Estatira tenía fama de ser la mujer más bella de toda Asia. A pesar de su belleza, se decía que Alejandro tuvo que controlarse mucho para no verla, por lo que la trató como una hermana, y mantuvo su estatus de princesa real. Plutarco escribe que en una de sus cartas dirigidas a Parmenión, le dijo con respecto a Estatira: «En cuanto a mí, tanto da que haya tomado la libertad de ver o incluso desear ver a la mujer de Darío, no podría sufrir que se hablara de su belleza delante de mí».
En el año 331 a. C., Estatira murió. Las principales fuentes son contradictorias acerca de la fecha exacta en que esto ocurrió, y también acerca de la causa de su muerte: puede que enfermara como resultado de las difíciles condiciones en que viajaba en el convoy de bagaje, pero otra versión dice que murió dando a luz, porque no quiso tener un hijo que no fuera a ser rey en el futuro.
De todas formas, Plutarco también cita, tomando como fuente una de las cartas de Alejandro, que el rey dijo que ni siquiera llegó nunca a ver a Estatira, para evitar ser tentado por ella. Otros dicen que la vio solo una vez, en su visita al harén después de la batalla de Issos. Como Justino es uno de esos que dicen que la vio solo una vez y también que murió dando a luz, la segunda hipótesis de su muerte es dudosa: o murió mucho antes de lo que las fuentes sugieren, o se quedó embarazada de otro hombre, lo que era altamente improbable, considerando su posición (Alejandro no le hubiera permitido a nadie que la dejara embarazada, solo podía haberlo hecho él mismo).